# Muerte de Ana Clara Benevides
El 17 de noviembre de 2023, Ana Clara Benevides Machado (22 de julio de 2000 - 17 de noviembre de 2023), una estudiante brasileña que asistió a un concierto del Eras Tour de la cantautora estadounidense Taylor Swift en el Estadio Olímpico Nilton Santos de Río de Janeiro, sufrió un paro cardíaco y murió en un hospital local. Se abrió una investigación criminalística para determinar la causa oficial de la muerte y se lanzó una consulta de consumo sobre la empresa brasileña de entretenimiento T4F, organizadora del evento.
El día del concierto, Río de Janeiro registró una temperatura de bochorno anormal de 59,3 °C (138,7 °F), como parte de una ola de calor en toda Suramérica. Sin embargo, la empresa brasileña de entretenimiento, organizadora del concierto, T4F – Time For Fun, alegó «preocupaciones de seguridad» al prohibir a los asistentes del concierto traer sus propias botellas de agua al lugar. Su decisión provocó que cerca de mil fanáticos se desmayaran antes y durante el espectáculo debido a la deshidratación, según estimaciones de los bomberos. Swift observó a algunos de los miembros de la audiencia desmayados a mitad del espectáculo, por lo que ordenó a su equipo que les entregaran botellas de agua.
Mientras Benevides esperaba fuera del estadio durante unas ocho horas antes de que el personal del estadio permitiera la entrada, publicó fotos y vídeos de ella misma en WhatsApp y en las redes sociales, donde describió la experiencia de espera como «un desastre». Ella informó a los paramédicos que no se sentía bien antes de que comenzara el espectáculo y se desmayó poco después de que comenzara. Benevides fue trasladada a un centro de primeros auxilios antes de ser trasladada al Hospital Salgado Filho; la agencia de salud de Río de Janeiro informó que llegó sin pulso. Fue declarada muerta una hora más tarde tras varios intentos fallidos de reanimación.
Su muerte provocó una condena generalizada hacia T4F por su mala gestión de conciertos. Muchos fanáticos afirmaron que la prohibición de las botellas de agua, agravada por la ola de calor, provocó que los asistentes se enfermaran y provocara la muerte de Benevides. Swift lamentó públicamente la muerte de Benevides y pospuso su concierto del 18 de noviembre al 20 de noviembre por «temperaturas extremas». Políticos como el ministro federal de Justicia y Seguridad Pública, Flávio Dino, y el alcalde de Río de Janeiro, Eduardo Paes, anunciaron que ahora en adelante se implementarán precauciones adecuadas en los eventos públicos, como estaciones de agua gratuitas. La congresista Erika Hilton opinó que T4F debería rendir cuentas y defender un proyecto de ley que criminaliza la falta de agua gratuita en los conciertos. El 22 de noviembre de 2023, el gobierno de Brasil aprobó una ordenanza federal que exige estaciones de agua gratuitas y de fácil acceso en eventos en adelante. Críticos y periodistas han considerado la muerte como consecuencia de la inacción climática y han instado a que se adopten leyes e iniciativas pertinentes.

## Antecedentes

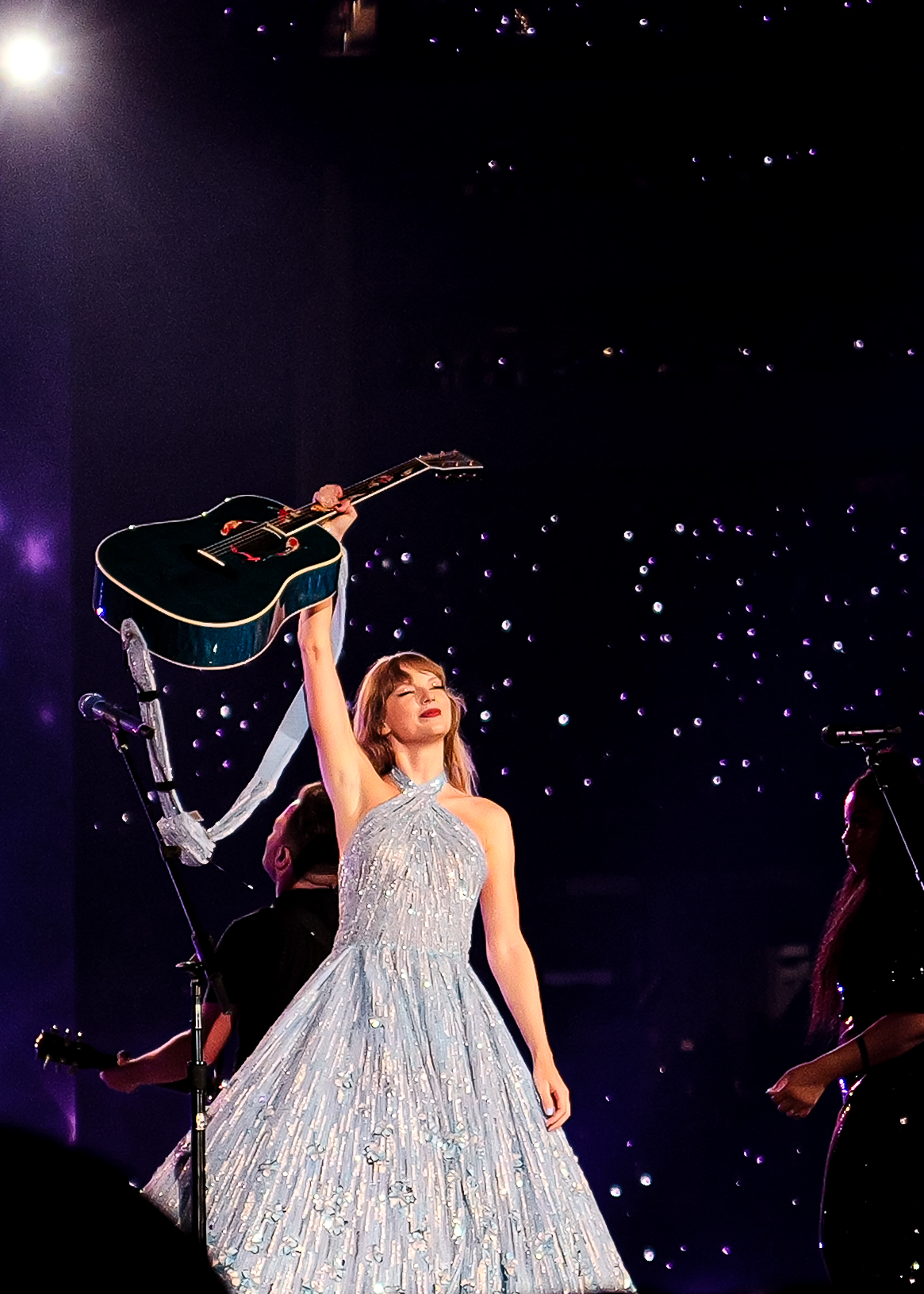
Taylor Swift en el Eras Tour (2023)

Swift anunció la etapa latinoamericana de su sexta gira de conciertos principal, the Eras Tour, el 2 de junio de 2023, con Río de Janeiro y São Paulo entre sus paradas en noviembre de 2023, lo que marca el regreso de Swift a Brasil después de una pausa de 11 años. Se agregaron más espectáculos en ambas ciudades debido a la gran demanda.
La empresa brasileña de entretenimiento T4F – Time For Fun actuó como organizador oficial del evento para la etapa brasileña de la gira, responsable de la venta de entradas y la gestión del estadio en el país. T4F, una reconocida compañía de entretenimiento en América Latina, alguna vez fue considerada uno de los principales promotores de giras por la revista estadounidense de la industria musical Billboard. T4F ofrece principalmente servicios de promoción de eventos, operaciones de taquilla y recinto, y venta de alimentos, bebidas y mercancías, entre otros, según su sitio web oficial. Se reportaron alteraciones el 11 de junio de 2023 en las taquillas de los recintos de Río de Janeiro y São Paulo, debido a que revendedores trataron de sobrepasar las filas de venta y amenazaron con agredir físicamente al público hasta que la policía intervino. T4F fue  reportada más de cien veces a las autoridades por su pasividad en el asunto. El Congreso Nacional de Brasil presentó la «Lei Taylor Swift» el 20 de junio, la cual penalizaría a los revendedores con hasta cuatro años de prisión y multas 100 veces mayores que el valor original de las entradas. Según un informe del Washington Post, «el equipo de Swift no contrató directamente a la empresa» para esa etapa.
A partir del 14 de noviembre de 2023, Brasil comenzó a experimentar una ola de calor, con alertas rojas emitidas en alrededor de 3 000 pueblos y ciudades de todo el país. Según The Independent, «según se informa, más de cien millones de personas se han visto afectadas por el clima extremo».

### Biografía
Ana Clara Benevides Machado nació el 22 de julio de 2000, en Sonora, Mato Grosso do Sul, Brasil. Había estado viviendo en Rondonópolis, Mato Grosso, donde estudió psicología en la Universidad Federal de Rondonóplis y tenía previsto graduarse en abril de 2024. Los amigos de Benevides la describieron como una persona que «amaba» a Swift y estaba cumpliendo un «sueño» al viajar por todo el país en su primer vuelo en avión para ver a Swift actuar en vivo.

## Incidente
El primer concierto brasileño del Eras Tour se celebró en Río de Janeiro el 17 de noviembre de 2023. Asistieron al concierto más de 60 000 personas. Según se informa, T4F alegó «preocupaciones de seguridad» al prohibir a los asistentes al concierto llevar su propia comida y agua al interior del recinto. T4F vendió vasos de 300 ml de agua potable dentro del estadio; sin embargo, los fanáticos describieron que «eran caros y difíciles de conseguir». Según Variety, fue uno de los días más calurosos registrados en Río de Janeiro, con una temperatura de bochorno de 59,3 °C (138,74 °F), agravada por una humedad del 84% y la falta de brisa. Varios fanáticos se deshidrataron y se desmayaron antes y durante el espectáculo; varios videos publicados en las redes sociales mostraban a fanáticos haciendo fila con hieleras desechables, ventiladores, paraguas y bolsas de hielo. Time informó que miles de fanáticos, especialmente aquellos con entradas generales para la cancha, esperaron durante horas bajo el sol antes de que se les permitiera entrar al estadio.
Benevides y una amiga llegaron al Estadio Olímpico Nilton Santos, aproximadamente a las 11:00 a. m. BRT. Ella creó un grupo de WhatsApp para mantener a su familia actualizada sobre el concierto y compartía fotos y videos con regularidad. Otro asistente comparó las condiciones dentro del estadio con las de una sauna: «Hacía mucho calor. Tan pronto como entré, mi cabello se mojó mucho por el sudor. Hubo un momento en el que tuve que controlar mi respiración para asegurarme de que estaba bien. No me voy a desmayar». Otros afirmaron que el recinto cerró las rejillas de ventilación, que normalmente están abiertas, para evitar que personas ajenas pudieran ver el concierto y que el césped del estadio estaba cubierto con láminas de metal que se habían calentado con el sol. Benevides bebió mucha agua, pero vio a varios asistentes al concierto luciendo «angustiados» y otros «gritando pidiendo agua». Ella y su amiga trajeron agua, la cual bebieron mientras esperaban afuera del recinto; una vez dentro, compraron agua a temperatura ambiente de T4F.
Antes de que comenzara el espectáculo, Benevides informó a los paramédicos presentes en el estadio que se sentía mal. Se desmayó alrededor de las 7:30 p. m. durante la interpretación de Swift de «Cruel Summer», la segunda canción de la lista de canciones de la gira. Según T4F, los paramédicos atendieron a Benevides antes de que la llevaran de urgencia a un centro de primeros auxilios y luego al Hospital Salgado Filho, donde murió una hora después. a pesar de varios intentos de reanimación. La agencia de servicios de salud de Río de Janeiro informó que llegó al hospital sin pulso. El Ministerio Público del estado abrió una investigación criminalística y anunció que el cuerpo de Benevides estaba siendo examinado para determinar la causa de su muerte. Folha de S.Paulo informó como causa un paro cardiorrespiratorio; la noticia sobre su muerte fue reportada por primera vez por Folha de S.Paulo al citar una confirmación de Estela, prima de Benevides. Según el Buenos Aires Herald, murió de «un paro cardíaco por deshidratación».
A medida que avanzaba el concierto, algunos fanáticos intentaron indicarle a Swift que necesitaban agua y sostenían carteles. Swift detuvo su actuación durante el acto Evermore del espectáculo, porque notó que los miembros de la audiencia se desmayaron y pidió a «quien esté a cargo» que les repartiera agua varias veces durante el concierto. La multitud coreaba repetidamente «agua, agua»; cuando el personal del estadio no respondió, el equipo de Swift comenzó a distribuir botellas de agua entre la multitud. Mientras cantaba «All Too Well (10 Minute Version)», alrededor de la mitad del espectáculo, Swift recogió una botella de agua de un lado del escenario y se la dio a un fan deshidratado del otro lado. Según estimaciones de los bomberos, alrededor de mil personas se desmayaron durante el suceso. Se vio a Swift luchando por respirar en el escenario entre presentaciones, y a sus bailarines vistiendo sólo parte de sus vestuarios a pesar de que, para la fecha, se había realizado el mismo set unas 60 veces antes sin tales problemas.

## Respuesta
Tras la noticia de la muerte, T4F atrajo críticas generalizadas por parte de los asistentes al concierto, fans y políticos brasileños por la mala gestión del concierto. Varios fanáticos afirmaron que T4F «se negó» a proporcionar agua a los asistentes al concierto. El 17 de noviembre, tras la noticia sobre la muerte de Benevides, T4F publicó en las redes sociales explicando su muerte.

### Time For Fun
El 17 de noviembre, tras la noticia sobre la muerte de Benevides, T4F publicó en las redes sociales explicando su muerte. En una declaración en vídeo publicada el 23 de noviembre, el director general de T4F, Serafim Abreu, admitió que la empresa «podría haber tomado algunas medidas adicionales» en respuesta al calor, y expresó su «devastación» por la muerte de Benevides al afirmar que la empresa está dispuesta «a proporcionar asistencia a la familia Benevides según sea necesario». Abreu reconoció que la empresa podría haber creado áreas de sombra en el estadio, cambiar el horario programado para los espectáculos y enfatizó que se permitió el ingreso con vasos de agua.

### Taylor Swift
Swift publicó en las redes sociales que estaba «devastada» por la noticia: «No puedo creer que esté escribiendo estas palabras, pero con el corazón destrozado digo que perdimos a una fan esta noche antes de mi show. Ni siquiera puedo expresar lo devastada que estoy por esto [...] ella era increíblemente hermosa y demasiado joven». Añadió que «quiero decir ahora que siento esta pérdida profundamente y mi corazón roto está con su familia y amigos. Esto es lo último que pensé que sucedería cuando decidimos llevar esta gira a Brasil».

### Política
Las autoridades federales brasileñas anunciaron que «en todos los conciertos futuros se pondría a disposición agua gratuita» y que sería «fácilmente accesible». El ministro de Justicia de Brasil, Flávio Dino, tuiteó que en lo sucesivo el Ministerio de Justicia y Seguridad Pública implementará «normas de emergencia» sobre el acceso al agua en eventos públicos. Según CNN Brasil, la Secretaría Nacional del Consumidor, organismo del Ministerio de Justicia y Seguridad Pública, le dio a T4F 24 horas para brindar información sobre la muerte de Benivedes, incluido cómo se alcanzó la prohibición de acceso al agua, la disponibilidad de bebederos, el despliegue de personal médico en el estadio y los procedimientos llevados a cabo para ayudar a Benevides.
El alcalde de Río de Janeiro, Eduardo Paes, tuiteó que «la pérdida de la vida de una joven [...] es inaceptable» y afirmó que se exigirá a T4F que «proporcione nuevos puntos de distribución de agua y más ambulancias, y que el ingreso se adelante una hora». La congresista Erika Hilton, miembro del PSOL en la Cámara de Diputados nacional, condenó a T4F y presentó una denuncia ante el Ministerio de Justicia y Seguridad Pública al afirmar que la organización debería rendir cuentas por su delito «criminal», y presentó un proyecto de ley que hacer obligatoria la entrega gratuita de agua y bebederos en los conciertos y penalizar a las empresas que nieguen la entrada a los asistentes a los conciertos que lleven agua.

### Padre de la víctima
El padre de Benevides, Weiny Machado, exigió castigo para los responsables de su muerte y calificó de «absurda» la prohibición de las botellas de agua. Sin embargo, también afirmó que «esperaría el informe médico final» antes de acusar a alguien de la muerte de su hija para «evitar polémicas». Dijo que T4F no se puso en contacto con él después del incidente y que se enteró de la muerte de su hija sólo a través de Menin, su amiga, a través de una llamada telefónica.

## Consecuencias
Un grupo de Swifties lanzó una petición en línea en Change.org el 18 de noviembre de 2023 que exigió una «Ley Benevides» para «hacer obligatoria el agua en los eventos». La petición obtuvo más de 150.000 firmas en pocas horas. También instaron a T4F a levantar la prohibición de llevar botellas de agua, ante la ola de calor «sin precedentes».
El 18 de noviembre, el día original del segundo espectáculo en Río de Janeiro, T4F colocó estaciones de agua dentro del recinto para atender a los asistentes al concierto. Como se informó que las temperaturas del 18 de noviembre eran peores que las del día anterior, Swift pospuso el concierto del 18 de noviembre por «temperaturas extremas». Explicó que «la seguridad y el bienestar de mis fans, compañeros artistas y equipo tiene que ser y siempre será lo primero». El sábado por la mañana, los índices de calor en el aeropuerto de Jacarepaguá ya eran de 55,0 °C. El anuncio se hizo menos de dos horas antes del inicio programado del espectáculo, lo que provocó reacciones negativas de los fanáticos que ya se encontraban en el lugar.
T4F confirmó el 20 de noviembre como nueva fecha. Fue la segunda vez que un espectáculo del Eras Tour se pospuso ese mes, luego de que el segundo espectáculo en Buenos Aires se retrasara debido a tormentas eléctricas. LATAM Airlines, Gol Linhas Aéreas y Azul Brazilian Airlines ofrecieron a los poseedores de boletos exenciones de reprogramar las tarifas de vuelo para el espectáculo pospuesto de Río de Janeiro. Durante el segundo show en Río de Janeiro, no se activó la pirotecnia que forma parte de la interpretación de «Bad Blood» en el acto de 1989, y Swift interpretó «Bigger Than the Whole Sky», una balada sobre el dolor y la angustia, que los fanáticos y los medios especularon que era un tributo a Benevides.
Durante una entrevista para Fantástico, la madre de Benevides manifestó que ni T4F ni los órganos gubernamentales municipales y estatales de Río de Janeiro la contactaron ni le ofrecieron ayuda económica para el transporte del cuerpo desde Río de Janeiro a Sonora y el funeral. Estos últimos sólo ofrecieron asistencia psicológica. Posteriormente, los fanáticos organizaron donaciones en línea para cubrir dichos costos. El 20 de noviembre tenían previsto rendir homenaje a Benevides y protestar contra el silencio de Swift con un total mutismo durante la interpretación de «Champagne Problems». Sin embargo, antes del espectáculo, la familia Benevides solicitó la cancelación del proyecto. El cuerpo de Benevides fue devuelto a Sonora y allí enterrado. Según The Washington Post, Swift y su equipo se pusieron en contacto con los padres de Benevides, les hicieron donaciones y los invitaron a conocer a Swift en un espectáculo en São Paulo. Los familiares de Benevides asistieron al espectáculo el 26 de noviembre y se reunieron con Swift.
El 22 de noviembre de 2023 se publicó una ordenanza del Gobierno Federal de Brasil. Consagra muchas reglas nuevas con respecto a la gestión de eventos, como permitir que los asistentes ingresen con agua embotellada personal y fácil acceso a «estaciones de hidratación» gratuitas dentro de los lugares.

## Investigación
El 20 de noviembre se publicó un informe de la autopsia del cuerpo de Benevides, que encontró hemorragias pulmonares; se ordenaron más pruebas para probar de manera concluyente la causa de su muerte. El departamento de Policía Civil de Río de Janeiro afirmó que su ala de delegaciones de consumo había iniciado una investigación sobre T4F por «el delito de poner en peligro la vida y la salud» de los asistentes al concierto. NBC News informó que los ejecutivos de T4F testificarán y que las autoridades tomarán medidas adicionales «para investigar los hechos». Estadão agregó que el departamento está dispuesto a «investigar todo lo que los aficionados informaron, como la estructura del lugar y la disponibilidad de agua».La Secretaría Nacional del Consumidor de Brasil también inició una investigación para determinar «qué parte o partes debían ser multadas por violar los derechos de los aficionados como consumidores» y, basándose en las pruebas presentadas hasta el momento, «la parte responsable podría enfrentarse a una multa de $2 600 000 [USD]» y T4F es el principal sospechoso, según el secretario Wadih Damous. La secretaría se centró en cómo la distribución de agua del T4F y el uso de pisos de láminas metálicas se consideraron un posible factor que contribuyó al aumento del índice de calor en el estadio.

## Análisis
A la muerte de Benevides se le atribuye el aumento de la conciencia pública sobre las víctimas de los conciertos. Al comentar sobre la afirmación de T4F de que la prohibición de las botellas de agua es una norma impuesta por el gobierno federal, The Washington Post confirmó que el Ministerio de Justicia y Seguridad Pública «prohíbe la entrada al recinto con artículos que puedan ser arrojados y herir a un asistente al concierto, como botellas de agua tapadas». Sin embargo, algunos festivales de música brasileños, incluido Rock in Rio, han permitido a los asistentes entrar al lugar con «botellas de agua sin tapa menos peligrosas».
Varias publicaciones analizaron el incidente y sus causas, especialmente en relación con el cambio climático. Bloomberg News argumentó que la muerte de Benevides es una señal de la insuficiencia de las acciones sobre el cambio climático. Paulo Artaxo, físico atmosférico y miembro del Grupo Intergubernamental de Expertos sobre el Cambio Climático de las Naciones Unidas, dijo que todos los países, incluido Brasil, no han implementado estrategias para minimizar el impacto de las olas de calor más extremas y frecuentes causadas por el cambio climático en las poblaciones. Milad Haghani, experto en control de multitudes de la Universidad de Nueva Gales del Sur, dijo que la falta de asientos asignados incentivó las condiciones que llevaron a la superpoblación en el campo, por lo que agravó los efectos del calor extremo que podrían haber resultado en más víctimas si Swift no hubiera tomado «acciones rápidas» al pedir a los organizadores que distribuyeran agua.
En The Guardian, Anita Carvalho, directora de la Academia Music Rio, dijo: «No tengo ninguna duda de que [la muerte] será un parteaguas para la industria de eventos». Según Nubia Armond, geógrafa de la Universidad de Indiana Bloomington, el calor forma parte de la identidad brasileña como país tropical que «lleva bien el calor», pero «hay indicios muy fuertes de que este evento fue influenciado por el cambio climático», provocado por un fuerte evento climático de calentamiento de El Niño. Armond deseó que la intensidad de esta ola de calor «despertara a las autoridades y a la población en general sobre el peligro silencioso de las altas temperaturas y la urgencia de la situación». En The Washington Post, Kristie Ebi, profesora del Centro para la Salud y el Medio Ambiente Global de la Universidad de Washington, afirmó que las enfermedades y muertes relacionadas con el calor se pueden prevenir, pero que se necesita «coordinación entre líderes comunitarios, organizadores de eventos y personal de desastres» para supervisar a los asistentes y su protección, al destacar cómo ciudades como Miami, Phoenix y Los Ángeles han contratado «oficiales de calor», personal que se dedica a prepararse para eventos de calor extremo.